# Singara ochreoplagata
Singara ochreoplagata är en fjärilsart som beskrevs av George Thomas Bethune-Baker 1908. Singara ochreoplagata ingår i släktet Singara och familjen nattflyn. Inga underarter finns listade i Catalogue of Life.